# Homalopoltys albidus
Homalopoltys albidus är en spindelart som beskrevs av Simon 1895. Homalopoltys albidus ingår i släktet Homalopoltys och familjen hjulspindlar.
Artens utbredningsområde är Sri Lanka. Inga underarter finns listade i Catalogue of Life.